# 世界文化宮

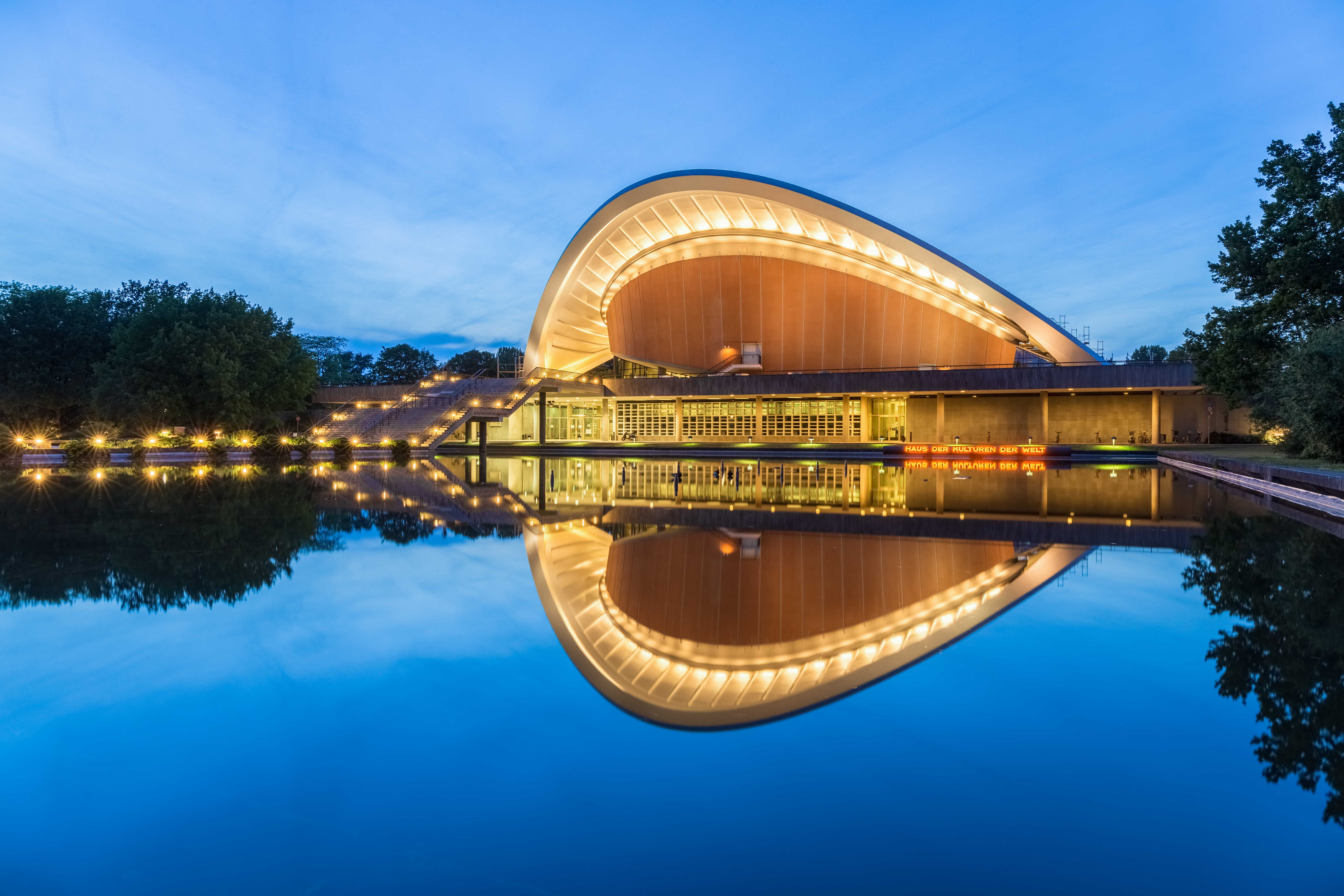
柏林的世界文化宮

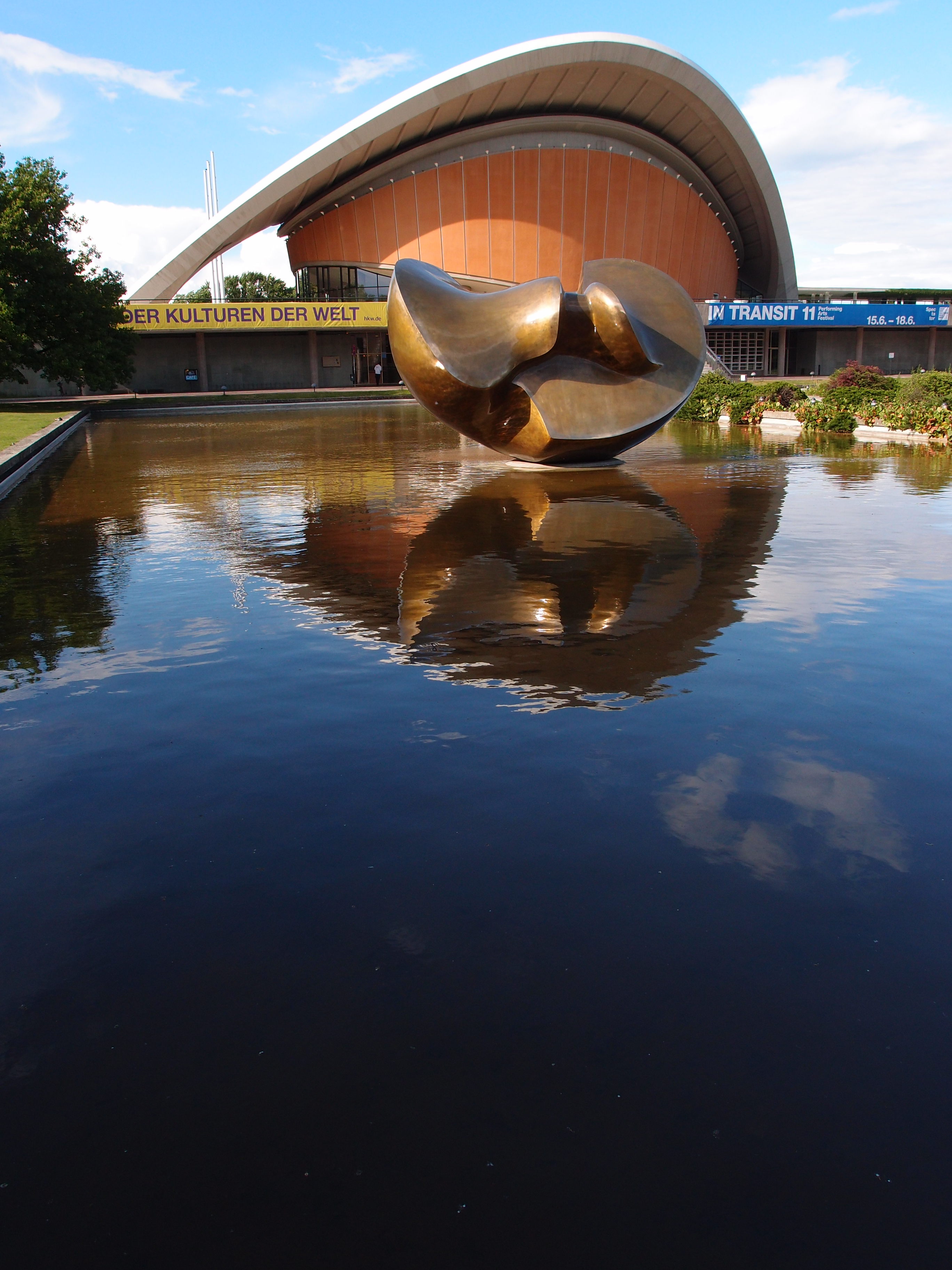
世界文化宮前方亨利·摩爾的雕塑大分裂之茧：蝴蝶

世界文化宮（德語：Haus der Kulturen der Welt，簡稱HKW）是德國柏林的一座國家級國際現代藝術中心，主要聚焦歐洲以外地區的文化和社會。世界文化宮提供美術展、劇場藝術和舞蹈表演、音樂會、朗讀會、電影、視覺藝術和文化的學術會議的場地。世界文化宮是德國聯邦政府補助的機構之一，因其在德國國內外的地位和高品質而有「文化燈塔」之稱。世界文化宮是transmediale新媒體藝術節、柏林紀錄片論壇等活動的舉辦場地。

## 位置和歷史
世界文化宮位於大蒂爾加滕公園，緊鄰鐘琴塔和新德國總理府。世界文化宮的舊名是Kongresshalle展覽館，是美國贈送的禮物。建築由美國建築師設計於1957年，是國際建築博覽會Interbau的一部分。美國總統约翰·肯尼迪在1963年6月訪問西柏林時，曾在此和工會會面並進行演講1980年5月21日，世界文化宮屋頂發生坍塌事件，造成一人死亡、多人受傷。此後世界文化宮按照原本風格重建，並在柏林建城750週年的1987年重新開放。

## 亨利·摩爾的雕塑
在世界文化宮的入口外側展示有亨利·摩爾最重的青銅雕塑「大分裂之茧：蝴蝶」（Large Divided Oval: Butterfly），製作於1985年至1986年。這座雕塑的重量達近9噸，是亨利·摩爾生前完成的最後一件重要作品。亨利·摩爾在柏林有三件公共雕塑，兩位兩件是新國家美術館的三向作品No.2：射手（製作於1964年至1965年），以及柏林藝術學院Reclining Figure（製作於1956年）。大分裂之茧：蝴蝶最初是在1986年借給西柏林，但市議會席位能永久保存這座雕塑，並詢問摩爾是否願意捐贈這座雕塑。詢問信在亨利去世前送達，但沒有得到回信。1988年，這座雕塑以450萬德國馬克（按當時匯率相當於258萬美元）的價格出售給柏林。這座雕塑因環境污染和人為破壞而嚴重受損，在2010年得到修復。

## 流行文化
柏林人將世界文化宮暱稱為「懷孕的牡蠣」（Die schwangere Auster）。

## 外部連結
- 官方网站

52°31′08″N 13°21′55″E / 52.51889°N 13.36528°E